# تپه مولان‌آباد
تپه مولان آباد مربوط به دوره اشکانیان - میانه دوران‌های تاریخی پس از اسلام است و در شهرستان سنقر، بخش کلیائی، روستای مولان آباد واقع شده و این اثر در تاریخ ۱۱ مرداد ۱۳۸۴ با شمارهٔ ثبت ۱۲۵۲۱ به‌عنوان یکی از آثار ملی ایران به ثبت رسیده است.